# Lögberg

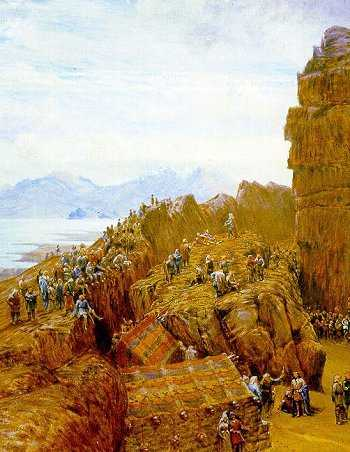
Un grabado del mostrando la Roca de la Ley en Þingvellir.

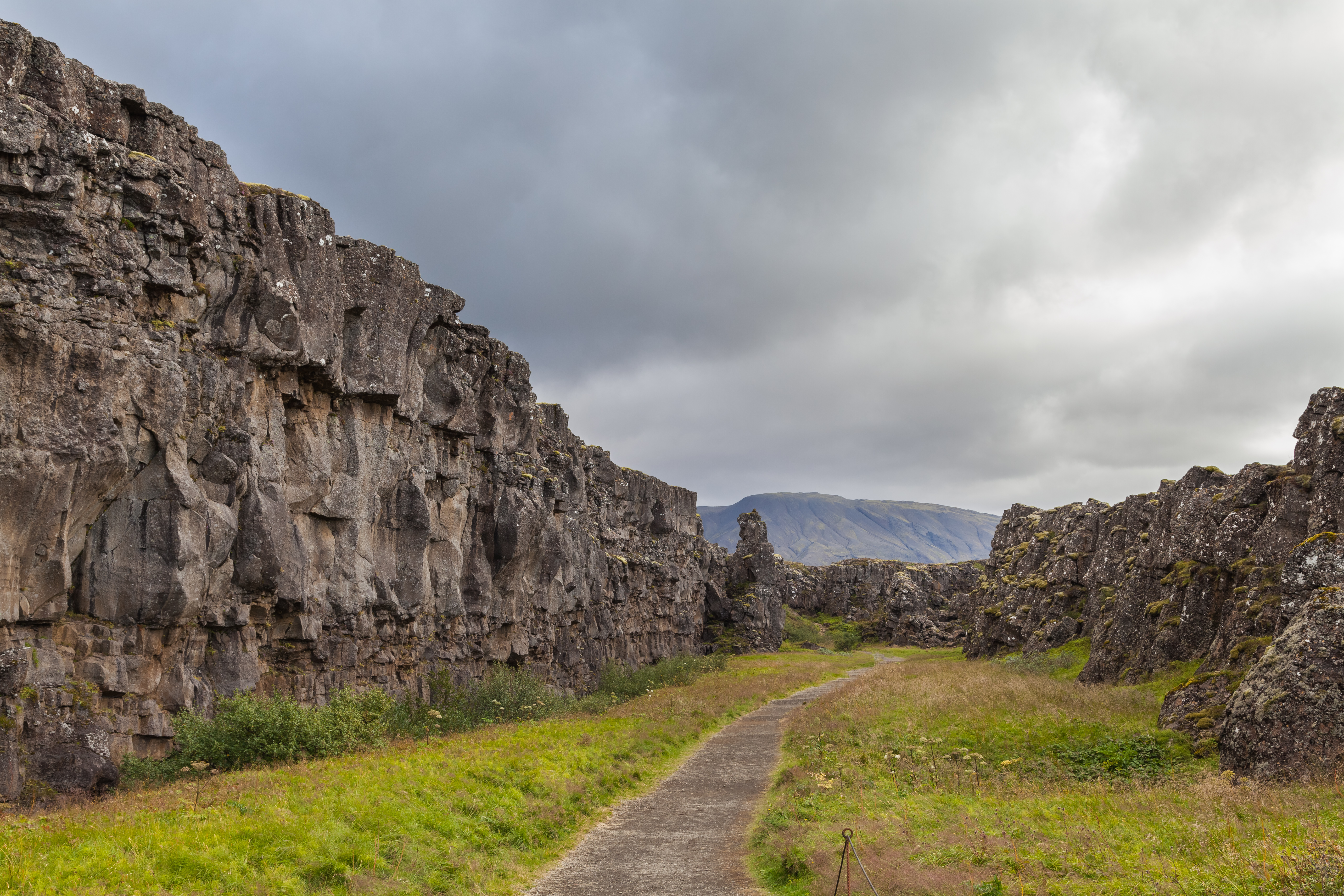
El lugar donde presuntamente se encontraba Lögberg, en Hallurinn.

Lögberg, o Roca de la Ley (nórdico antiguo: lǫgberg), fue un montículo rocoso que resaltaba sobre el resto en Þingvellir, al suroeste de Islandia, emplazado en un lugar donde se reunía la asamblea de hombres libres o Althing. Originalmente, el Althing se reunía en Þingvellir, un área de paisajes escarpados de fácil acceso desde las áreas pobladas del suroeste.
Tras mil años de cambios en la geografía local, se desconoce actualmente el lugar exacto donde se encontraba la roca de la ley. No obstante, se han identificado dos posibles localizaciones en Þingvellir, uno en un saliente plano en la parte superior de una pendiente llamada Hallurinn (hoy marcado por un mástil y una bandera), y la otra en la falla de Almannagjá junto a un muro rocoso. Otro lugar en el barranco Hestagjá también se ha presentado como el ideal.
El Lögberg fue el lugar donde el lögsögumaður (intérprete de la ley) tomaba asiento y presidía el Althing. Al inicio el lögsögumaður recitaba un tercio de la ley desde la roca y posteriormente se hacían discursos y anuncios de interés general. Cualquiera que participaba en la asamblea podía exponer sus argumentos desde la roca de la ley. Tanto los inicios y cierres de las sesiones se celebraban allí. En lögberg se celebraba el ÞriðjungsÞing (o asamblea de los tres goði) como un tribunal supremo del Althing.
Fue desde Lögberg donde se planteó la formación del primer parlamento en 930. Dejó de utilizarse en 1262, cuando Islandia pasó a formar parte de la corona de Noruega.